# Iliesa Delana
Iliesa Delana, né le 2 décembre 1984 à Macuata (Fidji), est un athlète handisport et homme politique fidjien.

## Biographie

### L'athlète
En 1987, à l'âge de trois ans, il perd sa jambe gauche dans un accident de bus. S'intéressant au handisport dans les années 2000, il se spécialise en saut en hauteur après avoir « décidé d'essayer tous les sports méthodiquement pour voir où il serait le meilleur ».
Sa première compétition internationale est aux Jeux FESPIC (jeux handisport pour l'Asie de l'Est et le Pacifique) en 2006.
Pressenti pour participer à la délégation fidjienne aux Jeux paralympiques d'été de 2008 à Pékin, il n'atteint finalement pas les minima requis par sa fédération, et son compatriote sprinteur malvoyant Ranjesh Prakash représente seul les Fidji aux Jeux.
En janvier 2011, il obtient la médaille d'argent en saut en hauteur catégorie F42 (amputés jambe) aux Championnats du monde d'athlétisme paralympique à Christchurch, avec un saut de 1,73 mètre, qui le qualifie pour les Jeux paralympiques d'été de 2012 à Londres,. Sa compatriote Lusiana Rogoimuri, atteinte d'infirmité motrice cérébrale, se qualifie quant à elle pour les épreuves du 100 mètres et du 200 mètres dames (catégorie T36), mais doit se retirer de la délégation à la suite d'un accident de voiture moins d'un mois avant les Jeux. Iliesa Delana est ainsi le seul athlète fidjien aux Jeux de Londres, où il prend part uniquement au saut en hauteur F42. Il obtient la médaille d'or, avec un saut de 1,74 mètre, établissant un nouveau record d'Océanie. Il réussit chacun de ses sauts (1,65m, puis 1,68, 1,71 et 1,74) au premier essai, devançant ainsi l'Indien Girisha Hosanagara Nagarajegowda et le Polonais Lukasz Mamczarz, qui atteignent également 1,74 m mais en davantage de sauts.
Iliesa Delana est le premier Fidjien à remporter une médaille, de quelque couleur que ce soit, aux Jeux paralympiques (ou olympiques). Il est aussi le premier athlète représentant un pays des îles du Pacifique à remporter une médaille d'or ; le sprinteur papou-néo-guinéen Francis Kompaon avait obtenu une médaille d'argent aux Jeux de 2008,. Delana reçoit les félicitations du Président de la République, Ratu Epeli Nailatikau, ainsi que du Premier ministre Voreqe Bainimarama qui appelle tous les Fidjiens à célébrer sa victoire. À son retour aux Fidji, Delana est accueilli par des milliers de personnes (sous la pluie) pour des célébrations nationales qui incluent une procession à travers la grande rue de Suva et des « cérémonies d'accueil traditionnelles et militaires, accordées uniquement aux chefs d'État » en temps normal. Delena est invité à inspecter une garde d'honneur de cinquante soldats. Le Président Nailatikau prononce un discours qualifiant Delana d'« icône » nationale, ajoutant qu'il a apporté au pays « un sentiment d'unité et de fierté » au moment même où les Fidji s'engagent vers une « gouvernance démocratique ». (c.f. : Histoire des Fidji) Le gouvernement s'engage à lui offrir une nouvelle maison, dont la construction doit être achevée avant Noël. La nouvelle maison lui est finalement remise par le premier ministre en janvier 2013, en signe de « la profonde reconnaissance des Fidji pour le grand honneur » que Delana a apporté au pays avec sa médaille d'or.

### L'homme politique
Il est candidat aux élections législatives de septembre 2014, sous les couleurs du parti Fidji d'abord, le parti du premier ministre Voreqe Bainimarama,. Lors de cette élection au scrutin proportionnel, il est élu député. Le 24 septembre, Bainimarama le nomme ministre assistant à la Jeunesse et aux Sports, sous le ministre Laisenia Tuitubou.
En mai 2015 il est nommé président du comité chargé d'examiner les propositions du public pour un nouveau drapeau national. Le comité (composé également d'artistes, d'hommes d'affaires, d'universitaires, d'un grand chef autochtone, d'un dirigeant syndical ou encore du joueur de rugby Jiko Matawalu) sélectionne vingt-trois drapeaux potentiels, tous sur fond bleu clair, et les soumet début juin au gouvernement. Les vingt-trois propositions sont alors rendues publiques pour que les citoyens puissent envoyer leurs commentaires, avant que le gouvernement ne choisisse l'un de ces drapeaux et ne le soumette au Parlement. En août 2016, le gouvernement renonce toutefois à changer le drapeau.
Il se représente aux élections législatives de 2018, mais n'est pas réélu député.